# تيد ناش (عازف جاز)
تيد نـاش (بالإنجليزية: Ted Nash)‏ هو عازف جاز أمريكي، ولد في 31 أكتوبر 1922، وتوفي في 15 مايو 2011.

## وصلات خارجية
- تيد نـاش على موقع IMDb (الإنجليزية)
- تيد نـاش على موقع ميوزك برينز (الإنجليزية)
- تيد نـاش على موقع أول ميوزيك (الإنجليزية)
- تيد نـاش على موقع ديسكوغز (الإنجليزية)